# 莫鲁斯
莫鲁斯是巴西马拉尼昂州的一个市镇。总面积1715.325平方公里，总人口13608人，人口密度7.9人/平方公里。